# Aeonium glutinosum
Aeonium glutinosum — вид рослин з родини товстолисті (Crassulaceae), ендемік Мадейри.

## Опис

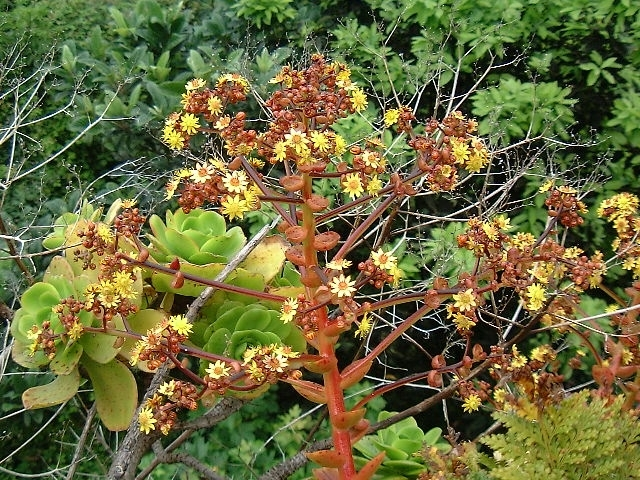

Багаторічна від трав'янистої до трохи здерев'янілої рослина, яка має короткий, часто гіллястий, гладкий стовбур і листову розетку діаметром від 12 до 20 см. Листки м'ясисті, до 12 см завдовжки, без волосків; темно-зелені з коричневими смугами вздовж головної жилки та біля верхівки. Суцвіття заввишки до 40 см і до 30 см ушир. Чашечка залозисто-волосиста; пелюстки від ланцетної до яйцеподібної форми, зверху жовті, а знизу червоні, до 11 см завдовжки; тичинки безбарвні.

## Поширення
Ендемік архіпелагу Мадейра (о. Мадейра, Порту-Санту, Дезерташ).